# IPhone 7 Plus
iPhone 7 Plus（アイフォーン セブン プラス）は、Appleが開発・販売していたiPhoneの第10世代のモデルの1つである。

## 概要
iPhone 7 Plusは、2016年9月7日（現地時間）、アメリカ・カリフォルニア州サンフランシスコで開催されたAppleのスペシャルイベントでiPhone 7とともに発表された。
2016年9月9日、日本では午後4時01分から予約開始。9月25日、日本国内ではNTTドコモとKDDI・沖縄セルラー電話連合（au）、ソフトバンクから販売されたほか、Apple StoreではSIMフリー版が販売された。
iPhoneシリーズで初めて、耐水・防塵を謳っている。また、日本向けのモデルのみApple Payに対応させたFeliCaを初搭載した。このような機能は、日本のガラパゴススマートフォンの例として、よく挙げられていたため、iPhoneが搭載したことに対して驚きの声が上がっている。またこのため、裏面に「総務省指定 MIC/KS」番号が表記されている。
外観は、iPhone 6s Plusと似ているが、新しいカラーバリエーション、防水・防塵、新しい容量、感圧式のホームボタンが導入され、3.5mmイヤホンジャックが無くなった。デバイス内のハードウェアも更新されており、システム性能およびグラフィック性能が更新されたクアッドコアSoCを内蔵し、光学手ブレ補正付き12メガピクセルの背面カメラには、光学ズームなどが可能な望遠レンズが付加されたため、iPhoneでは初となるデュアルカメラを搭載する。
またカメラの大型化やイヤホンジャック廃止により、iPhone 6 Plus/6s Plusの従来のケースなどは使えない。また画面保護シートはiPhone 6 Plus/6s Plus/7 Plusの画面サイズは変わらないため貼ることは可能だが、受話口もステレオスピーカーになったため、従来よりも数ミリ横に長くなっている。メーカーによって異なるが、iPhone 6 Plus/6s Plusの画面保護シートをiPhone 7 Plusに貼る際には注意が必要（iPhone 6 Plus/6s Plusシリーズには問題ない）。
データ通信での最大受信速度は450Mbpsであるが、NTTドコモの場合375Mbpsと発表されている。
次世代のiPhone 8 Plusが発表されてから、値下げとともに32GBモデル、128GBモデルの2種類に統一され、256GBモデルの販売は終了した。
2022年6月7日にWWDC22より発表されたiOS 16では、iPhone 6s / iPhone 6s Plus / iPhone SE (第1世代) / iPhone 7 / iPod touch (第7世代)と共にサポート対象外となった。

## 仕様

### ハードウェア
形状や寸法等の外観は、鏡面仕上げオプションはあるもののiPhone 6 PlusやiPhone 6s Plusに似ている。既存のシルバー、ゴールド、ローズゴールドに並び、新しいカラーバリエーションとしてつや消しのブラックと、”ジェットブラック”が提供された。”ジェットブラック”は暗い黒で、つやのある光沢仕上げになっている。これは複数の手順を経て作られており、最初にアルミニウム筐体表面に多孔質の酸化アルミニウム皮膜を形成する陽極処理を施し、次に研磨装置を用いて酸化アルミニウムに吸収されるような粉末研磨剤を用いて研磨する。最終的な仕上げとして”極微小粒子浴”が施される。仕上げ処理全体にかかる時間は1時間ほどに及ぶ。iPhone 7 PlusはIP67等級の防水・防塵耐性を有する。
ホームボタンは、以前のモデルのような物理的なプッシュボタンではなく、静電容量方式を採用している。タプティック・エンジンの振動により、物理的なフィードバックが提供されている。iPhone 6s/6s Plusに導入された”3D Touch”を引き続き採用。
また、前世代にあった3.5mmイヤホンジャックが廃止され、その本体側面左下には気圧調整口がある。液晶画面側の上部にある通話用スピーカーと本体側面右下のスピーカーの2つでステレオスピーカーになっている。Lightningコネクタから3.5mmジャックへの変換アダプタおよびLightning接続のインイヤータイプイヤホンが同梱されており、変換アダプタは別売りもされている。また、別途にAppleが開発したワイヤレス接続イヤホンAirPodsも販売している。CPUはA10 Fusion 64ビットSoCを使用している。このチップは高性能コア2つと高効率コア2つを搭載している。（クアッドコアではあるものの、同時に動くのは高性能コアと高効率コアの1種類しか動かないため、前世代と変わらずデュアルコア動作である。） A10チップは”据え置きゲーム機レベル”と同等な性能の6コアグラフィックチップも有している。5.5インチスクリーンと従来と変わらないが、より広い色域を有し輝度も向上している。Appleの新しいモーションコプロセッサーM10を搭載している。以前のiPhoneとは異なり、内蔵ストレージの最小モデルは16GBに変わり32GBとなった。RAMは3GB搭載している。
従来の広角レンズのカメラと光学ズーム2倍、デジタルズーム10倍ができる、望遠レンズのカメラも搭載された。iPhone史上初となるデュアルレンズとなった。しかし暗い場所などには望遠レンズは機能しない。光学ズームは2倍にできるものの、広角レンズでのズームとなる。一方、明るい場所で光学ズームを2倍にした時は望遠レンズが機能するが望遠で撮影するにはそれなりの条件が必要となる。F値はiPhone 6sのf2.2からf1.8へと向上し、暗所での撮影が強くなった。前面カメラは7メガピクセルと向上しているが、F値はf2.2と据え置かれた。

### 急速充電の仕様
iPhone 6s Plus同様に、iPhone 7 Plusを急速充電するにはApple 10W USB電源アダプタもしくは、Apple 12W USB電源アダプタを使用する必要がある。MacのUSBポートでも最大2.1Aで急速充電が出来る。

### ソフトウェア
詳細はiOS 10およびiOSを参照のこと。
OSは、iOS 10をプリインストールされて出荷されている。また、iOS 10.1のソフトウェアアップデートにてポートレート撮影モードが追加された。

### iPhone 7 Plus(PRODUCT)REDSpecial Edition
2017年3月21日、Appleは(PRODUCT)REDのパートナー企業として、iPhone 7及びiPhone 7 Plusの赤色の限定カラーモデルであるiPhone 7 Plus (PRODUCT)RED Special Editionを同年3月24日(日本では翌日)に発売すると発表した。
このモデルは他のAppleの(PRODUCT)REDモデルと同じように売り上げの一部を「世界エイズ・結核・マラリア対策基金（グローバルファンド）」に寄付するとしている。
次世代のiPhone 8 Plusの発表に伴い、AppleはiPhone 7 Plus (PRODUCT)RED Special Editionの公式サイトでの販売を終了した。

## 付属品
「EarPods with Lightning Connector」及び「Lightning - USBケーブル」、「5W USB電源アダプタ」が付属する。以前は「Lightning - 3.5mmヘッドフォンジャックアダプタ」が同梱されていたが、2018年9月以降のパッケージでは付属品に含まれていない。Appleは別売りでも販売している。Appleはまた、iPhone 7 Plusで使用するために、AirPods、ワイヤレスインイヤーヘッドホンおよび3つのBeatsヘッドホン製品を含む、いくつかのBluetoothヘッドホンを発表した。これらの製品は、iOSおよびmacOS製品と統合し、低消費電力でBluetooth通信をするように設計されたApple W1 屋内向けワイヤレスチップを使用している。

## 不具合とバグ
オーディオおよび触覚フィードバックが作動しない問題がiOS 11.0.3で修正された。